# Ртутно-цинковый элемент

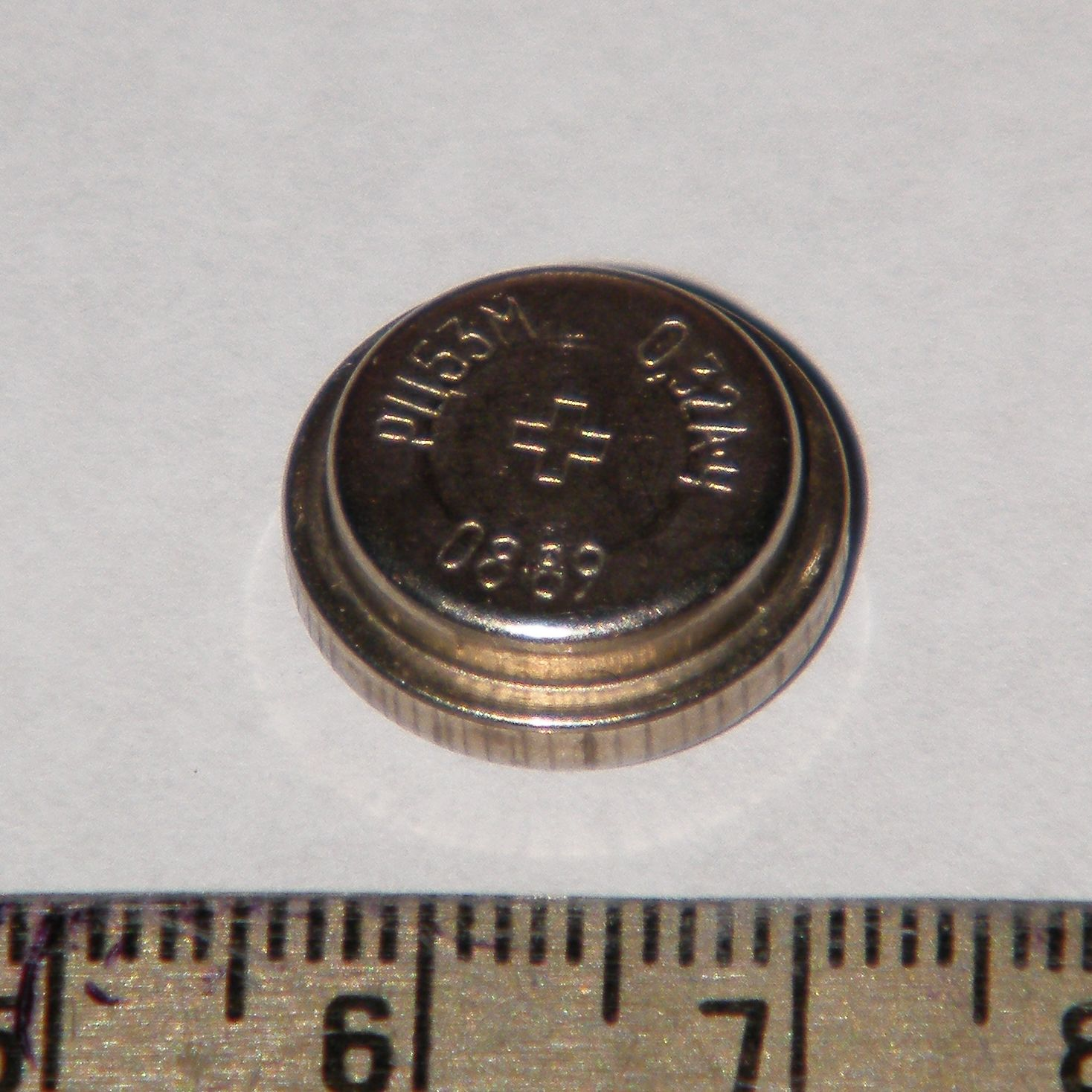
Ртутно-цинковый элемент РЦ-53М (1989 год).

Рту́тно-ци́нковый элеме́нт («тип РЦ») — гальванический элемент в котором анодом является цинк, катодом — оксид ртути, электролит — 45 % раствор гидроксида калия на адсорбенте.
Достоинства: постоянство напряжения и высокая энергоёмкость и энергоплотность.
Недостатки: высокая цена, токсичность паров ртути, испаряющейся при нарушении герметичности.

## Параметры
- Теоретическая энергоёмкость: 228,72 Вт·ч/кг.
- Удельная энергоёмкость: до 135 Вт·ч/кг.
- Удельная энергоплотность: 550—750 Вт·ч/дм³.
- ЭДС: 1,36 В.
- Рабочая температура: −12…+80 С°.

Отличается невысоким внутренним сопротивлением, стабильным напряжением, высокой энергоёмкостью и энергоплотностью.

## Химические процессы
Гидроксид калия КОН диссоциирует на ионы 
{\displaystyle {\ce {K^+ + OH_-}}}
Затем в реакцию вступает цинк:
{\displaystyle {\ce {Zn + 2OH^- = ZnO + H_2O + 2e^-}}}
Оксид ртути отдаёт кислород, тем самым окисляя воду:
{\displaystyle {\ce {HgO + H_2O + 2e^- = Hg + 2OH^-}}}
Общая реакция:
{\displaystyle {\ce {Zn + HgO + 2KOH + 2e^- = ZnO + Hg + 2KOH +2e^-}}}

## Устройство

Схематический разрез ртутно-кадмиевого или ртутно-цинкового элемента

## Применение
Ввиду большой энергоплотности ртутно-цинковые элементы к 1980-м годам нашли относительно широкое применение как источники питания в электронных часах, кардиостимуляторах, слуховых аппаратах, фотоэкспонометрах, фотоаппаратах, военных приборах ночного видения, переносной радиоаппаратуре военного назначения, в космических аппаратах. Распространены ограничено ввиду токсичности ртути и высокой стоимости, в то же время объём выпуска ртутно-цинковых батарей и элементов в 1982 составил порядка одного-полутора миллионов в год во всем мире.
Отдельно следует указать на то обстоятельство, что ртутно-цинковый элемент обратим, то есть способен работать как аккумулятор. Однако при циклировании (заряд-разряд) наблюдается деградация элемента и уменьшение его ёмкости. Это связано в основном со стеканием и слипанием ртути в крупные капли при разряде и с ростом дендритов цинка при заряде. Для уменьшения этих явлений предложено вводить в цинковый электрод гидроксид магния, а в окисно-ртутный электрод вводить тонкий порошок серебра (до 9 %) и частично заменять графит карбином.
В XXI веке производство и эксплуатация ртутных элементов в большинстве стран мира запрещена. Ртутно-цинковые элементы полностью вытеснены более безопасными, так как проблема их раздельного сбора и особенно безопасной утилизации достаточно сложна.

## РЦ-53 и РЦ-55
В СССР для фотокиноаппаратуры выпускались дисковые ртутно-цинковые элементы РЦ-53 и РЦ-55. До сих пор остаются в продаже (в 2023 году) со склада, выпускавшиеся  в советское время елецким АО "Энергия".

| Название элемента | диаметр мм | высота мм | напряжение вольт | Ёмкость А*час | Применение |
| ----------------- | ---------- | --------- | ---------------- | ------------- | --- |
| РЦ-53 РЦ-53М      | 15,6       | 6,3       | 1,25             | 0,25 0,32     | фотоаппараты, фотоэкспонометры, слуховые аппараты                                                                                           |
| РЦ-55             | 15,6       | 12,5      | 1,36             | 0,5           | кинокамеры «Красногорск» |
| Д-0,06            | 15,6       | 6,4       | 1,25             | 0,06          | никель-кадмиевый аккумулятор замена элементу РЦ-53                                                                                          |
| РХ-625            | 15,6       | 6,6       | 1,52             | 0,11          | современная замена элементу РЦ-53 Варианты: GP LR9 PX625A Duracell PX625 Panasonic MR9 Kodak KX625 UCAR EPX625 Berec PX625 Ray-O-Vac RPX625 |

## Диоксисульфатно-ртутный элемент
В состав катода может добавляться сульфат ртути, такой элемент называют диоксисульфатно-ртутным.